# Deliverance Dane
Deliverance  Dane (nacida Hazeltine) fue una de las muchas mujeres acusadas de brujería durante los Juicios de Brujas de Salem. Oriunda de Andover, Massachusetts, y debido en gran parte al trabajo de su suegro, gran parte de la histeria que arrasó Salem fue detenida en Andover. Su esposo, Nathaniel Dane, era el hijo del reverendo Francis Dane. Dane se pronunció en contra de los juicios, y sus dos hijas Abigail Faulkner y Elizabeth Johnson también fueron acusadas de ser brujas. Abigail fue declarada culpable de brujería, pero escapó de la ejecución porque estaba embarazada en el momento.
Muchos de los registros del examen de Deliverance se perdieron, pero en la página 280 de Marilynne K. Roach el libro de Los Juicios de Brujas de Salem: Crónica diaria de una Comunidad bajo asedio, ella cita a Deliverance Diciendo que ella y algunas otras brujas habían traído el espectro de su suegro junto con ellas para atormentar a los afligidos. Su testimonio fue ignorado y Francis Dane no fue detenido. Deliverance escapó a la ejecución. De acuerdo a los registros de Andover, Massachusetts, murió el 15 de junio de 1735.